# Folioceros mamillisporus
Folioceros mamillisporus là một loài rêu trong họ Anthocerotaceae. Loài này được D.C. Bhardwaj D.C. Bhardwaj mô tả khoa học đầu tiên năm 1975.